# Magnetski monopol
U fizici elementarnih čestica, magnetski monopol je hipotetska čestica koja bi se laički dala opisati kao "magnet s jednim polom", od kuda potječe i ime. Formalnije rečeno, magnetski monopol imao bi hipotetsko svojstvo slično električnom naboju, koje se naziva magnetski naboj, zbog kojeg bi magnetski tok kroz zatvorenu površinu oko čestice koja ga nosi bio različit od nule. 

## Maxwellove jednadžbe
Ako magnetski monopoli postoje tada bi se Maxwellove jednadžbe trebale poopćiti da ih uzimaju u obzir. Usporedba Maxwellovih jednadžbi bez magnetskih monopola i s magnetskim monopolima je dana u sljedećoj tablici:
| Ime                                | Bez magnetskih monopola | S magnetskim monopolima |
| ---------------------------------- | --- | --- |
| Gaussov zakon za električno polje: | {\displaystyle \nabla \cdot \mathbf {E} ={\frac {\rho _{e}}{\epsilon _{0}}}}                                                         | {\displaystyle \nabla \cdot \mathbf {E} ={\frac {\rho _{e}}{\epsilon _{0}}}}                                                         |
| Gaussov zakon za magnetsko polje:  | {\displaystyle \nabla \cdot \mathbf {B} =0}                                                                                          | {\displaystyle \nabla \cdot \mathbf {B} =\mu _{0}\rho _{m}={\frac {\rho _{m}}{c^{2}\epsilon _{0}}}}                                  |
| Faradayev zakon indukcije:         | {\displaystyle \nabla \times \mathbf {E} =-{\frac {\partial \mathbf {B} }{\partial t}}}                                              | {\displaystyle \nabla \times \mathbf {E} =-{\frac {\partial \mathbf {B} }{\partial t}}-\mu _{0}\mathbf {J} _{m}}                     |
| Prošireni Ampèreov zakon:          | {\displaystyle \nabla \times \mathbf {B} =\mu _{0}\epsilon _{0}{\frac {\partial \mathbf {E} }{\partial t}}+\mu _{0}\mathbf {J} _{e}} | {\displaystyle \nabla \times \mathbf {B} =\mu _{0}\epsilon _{0}{\frac {\partial \mathbf {E} }{\partial t}}+\mu _{0}\mathbf {J} _{e}} |
Gdje je:
- {\displaystyle \ \rho _{e}} gustoća električnog naboja
- {\displaystyle \ \rho _{m}} gustoća magnetskog naboja
- {\displaystyle \ \mathbf {J} _{e}} gustoća električne struje
- {\displaystyle \ \mathbf {J} _{m}} gustoća magnetske struje